# بریانی
بریان یکی از غذاهای معروف در میان افغانستان است که با برنج، ادویه‌ها و طعم‌دهنده‌های مختلف و گوشت (اغلب گوشت بز) طبخ می‌شود. این غذا علاوه بر افغاستان با روشی تقریباً مشابه در کشورهای عربی و جنوب شرقی آسیا نیز تهیه می‌شود. ریشه کلمه "Biryani" از کلمه "بریان" زبان فارسی گرفته شده است.
این غذا کمی. با بریان هند متفاوت است.
یکی از غذاهای سنتی استان اصفهان بریانی است که قدمت آن به 180 سال قبل از روی کارآمدن رضا شاه برمی گردد. نام این غذا از بره بریان گرفته شده است. قبل از آنکه بریانی به شکل امروزینش درآید، بره را به صورت کامل روی آتش بریان کرده و می‌خورده‌اند.
اما بریانی امروزی، متفاوت از شکل قدیمی‌اش پخته می‌شود. به این صورت که اول گوشت و جگر را آب‌پز کرده و سپس چرخ می‌کنند. با اضافه‌کردن ادویه‌جات مخصوص به آن، با قاشق‌های مسی دسته بلند در روغن سرخ می‌کنند. بریانی در نهایت در ظرف های مخصوص ریخته شده و توسط دارچین و خلال بادام و گردو تزئین می‌شود.
بسیاری از سیاحانی که در دوران صفویه از اصفهان دیدن کرده‌اند، وصفی از بریانی اصفهان به شکل کنونی آن نداشته‌اند. اما در دوره قاجار، تنورهای داخل زمین به تنورهای بیرونی تبدیل می شود. «میرزا حسین تحویل‌دار» در «رساله جغرافیای اصفهان» درباره بریان و تنورش چنین می گوید: «چندین دکان در اصفهان هست که تمام شهر را بریان می‌دهد و بریان آنها، تماما در یک کارخانه پخته می‌شود. بسیار مطبوع است. برزخ مابین کباب و گوشت آب‌پز است. از هر دو، مأکول تر و گواراتر است. تنورهای بزرگ وسیع دارند. در کارخانه مزبور، گوسفندهای بزرگ چاق را بعد از تفته شدن تنور، در میان آنها می آویزند و ته تنور، دیگی را نصفه آب جوش می‌گذارند و درب تنور مزبور را محکم می‌گیرند و از شب تا صبح می‌گذارند.
وقتی برمی‌دارند، از بخار آب چنان مجزا شده که بعضی از استخوان سوا گردیده، ضمنا آب گوشت و چربی‌هایش و آنچه بیرون آمده، میان دیگ آب جوش رفته، آب گوشت غلیظ خوبی شده، آبش را می فروشند. گوشتش را روی طبق می‌گذارند و به دکان بریان‌فروشی می‌برند.» همچنین پیر لوتی، نویسنده و جهانگرد فرانسوی، در کتابش با نام «به سوی اصفهان» آورده است: «مهم‌ترین غذای اصفهان ازنظر آنوبانینی که بسیار
مورد توجه مسافران و گردشگران است، بریانی (بریونی) نام دارد که خوراکی گوشتی و بسیار پرچرب بوده و در بیشتر نقاط شهر می‌توان آن را تهیه کرد.»

## نگارخانه

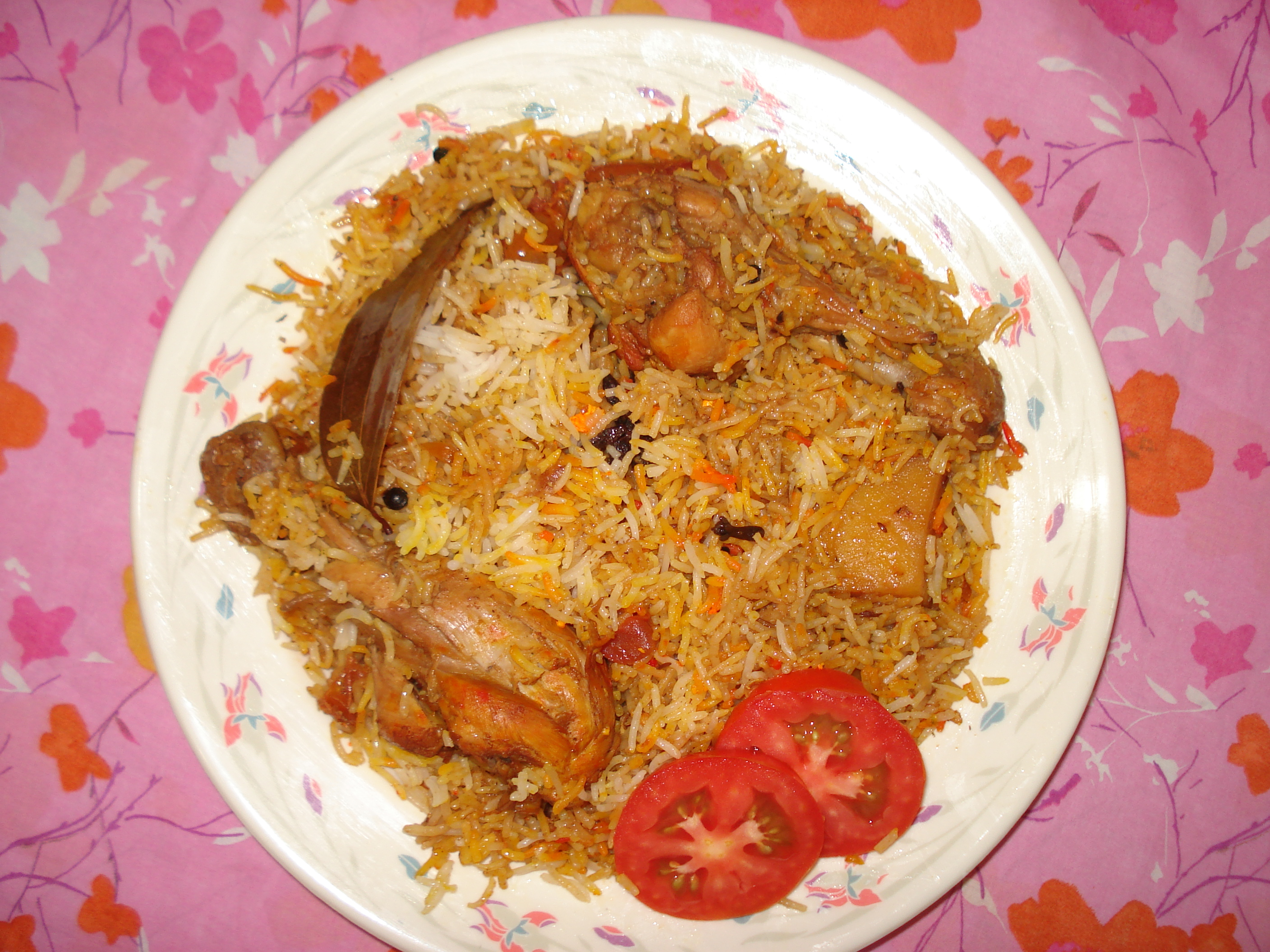
نوعی بریانی بمبئی
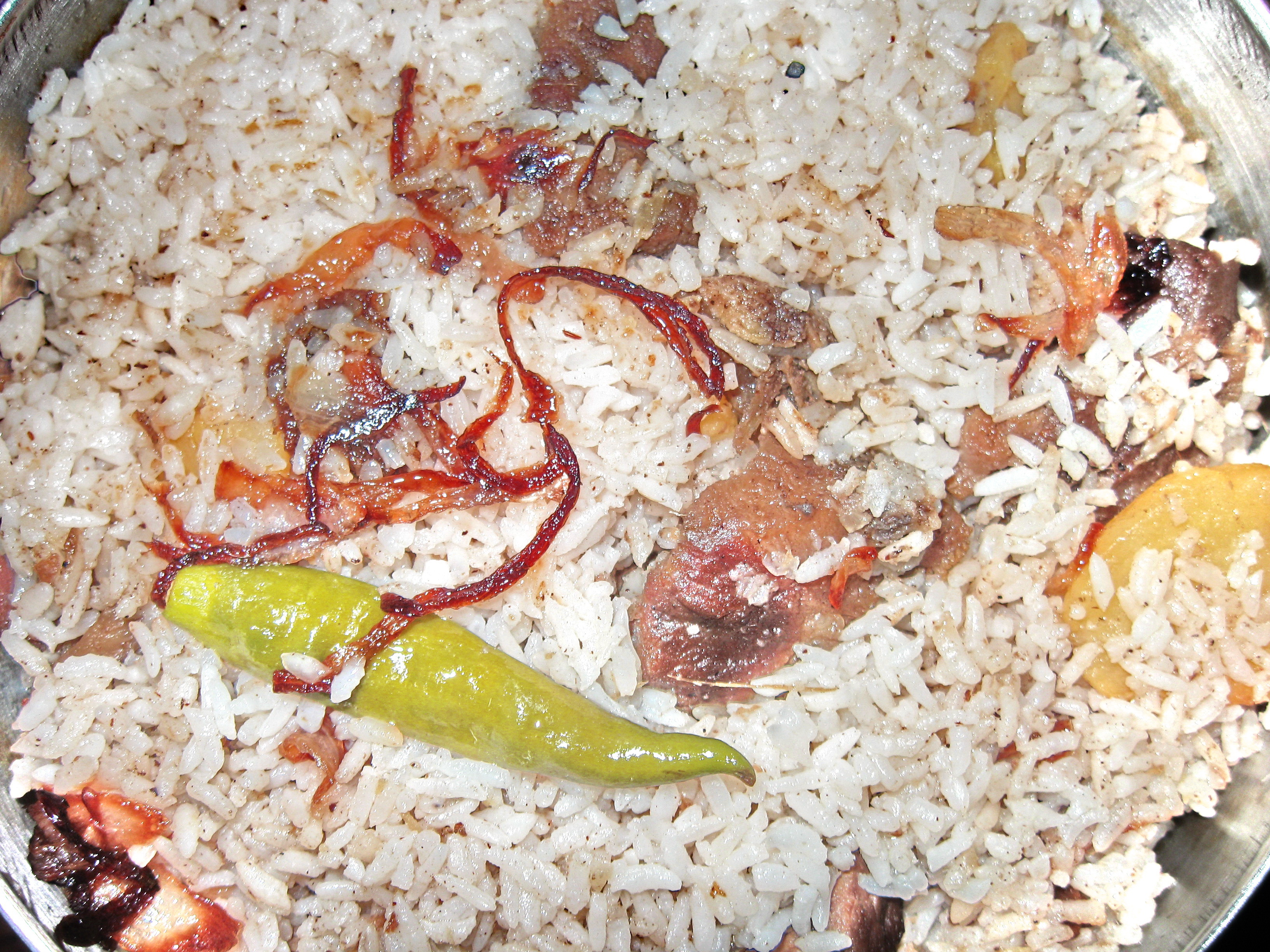
بریانی خانگی بنگلادشی
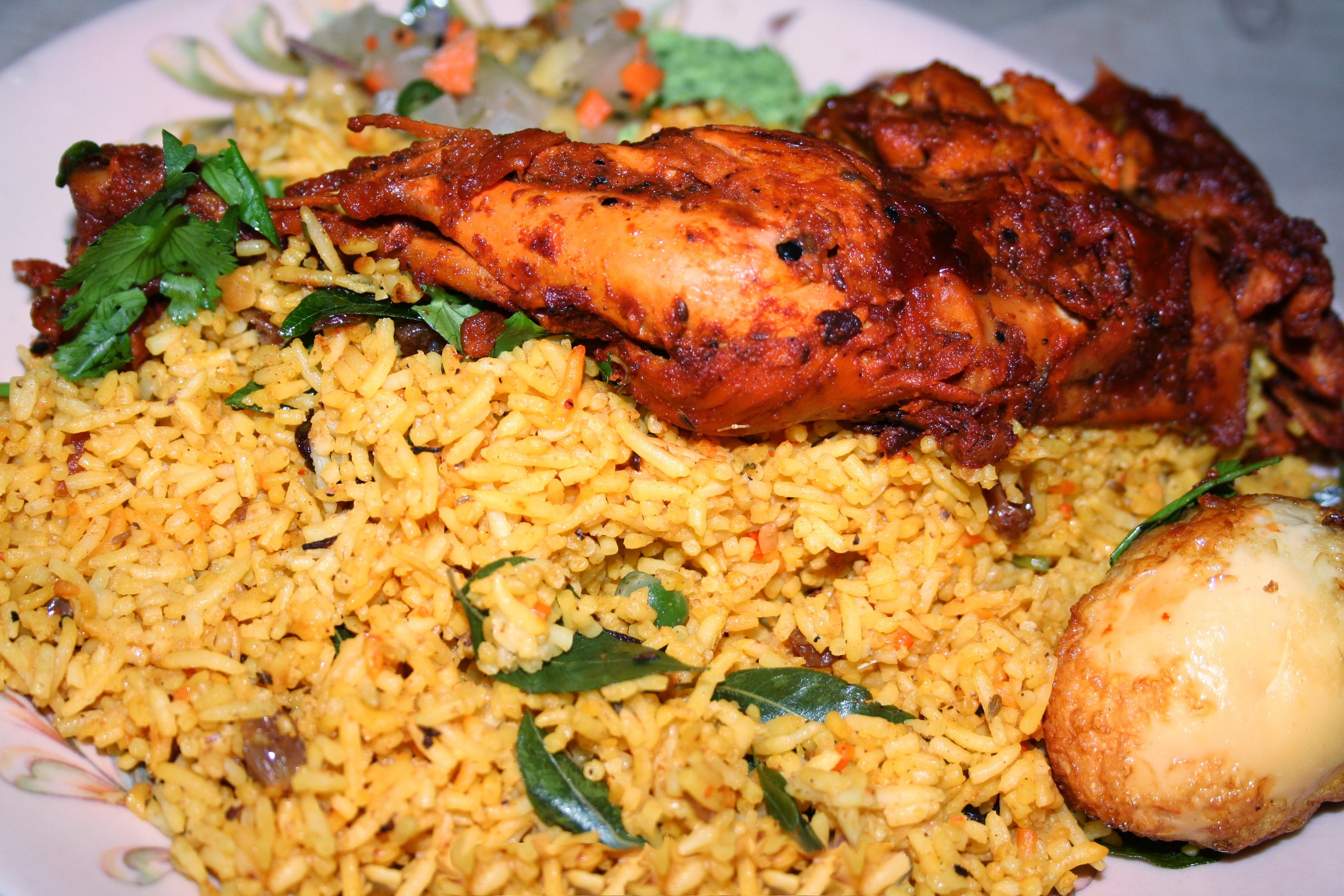
بریانی سریلانکایی
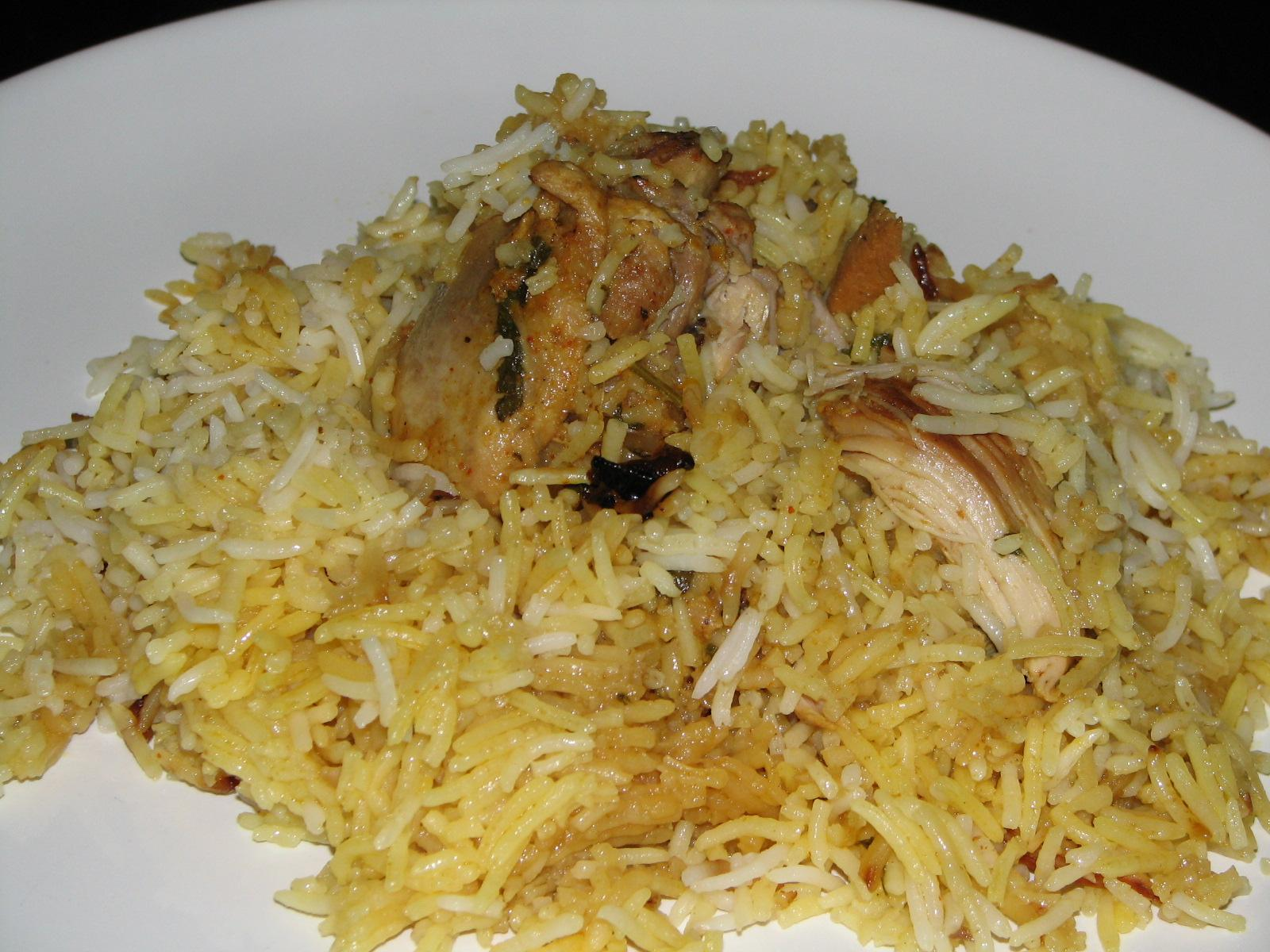
بریانی جوجه
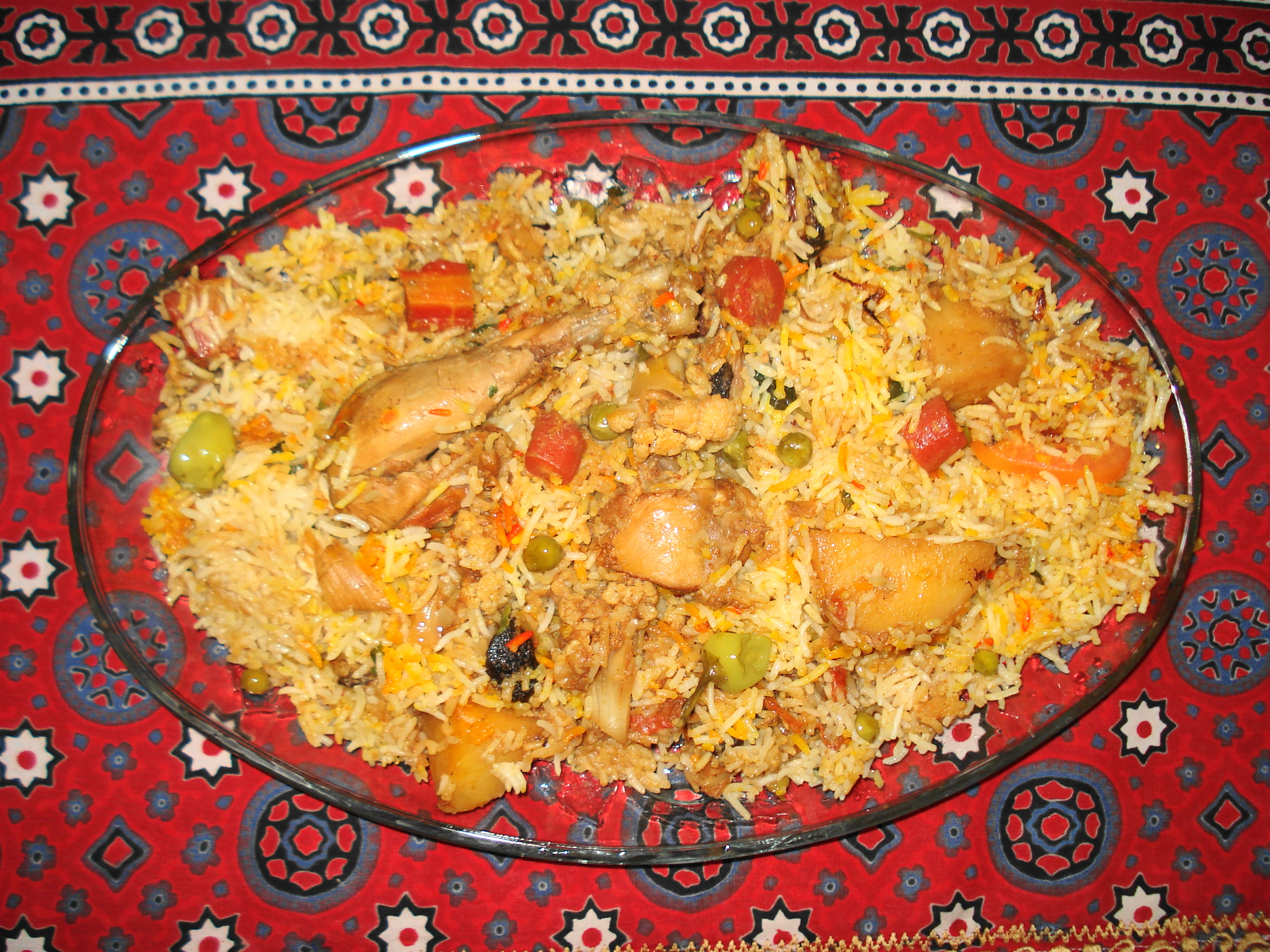
بریانی سندی
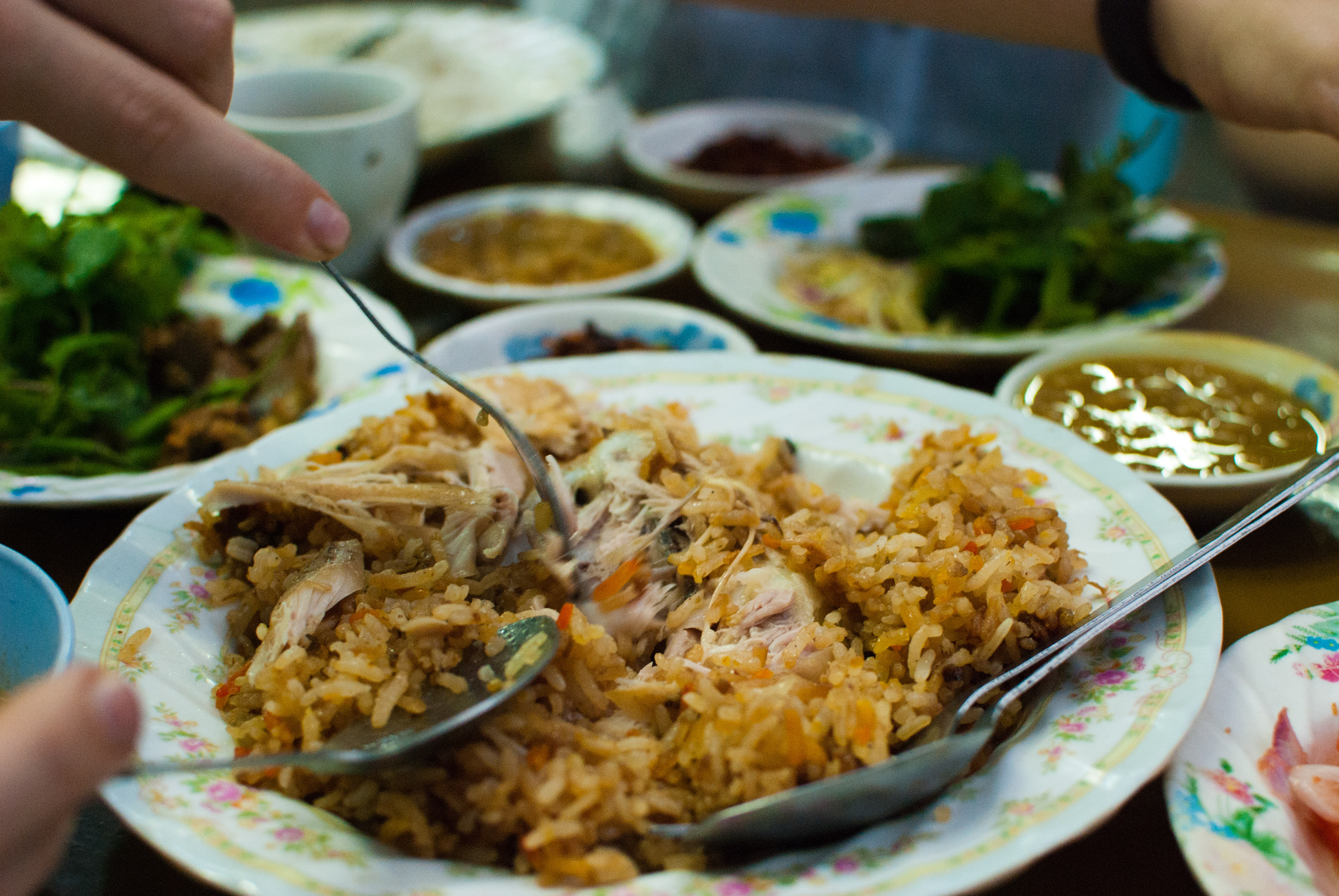
بریانی برمه‌ای
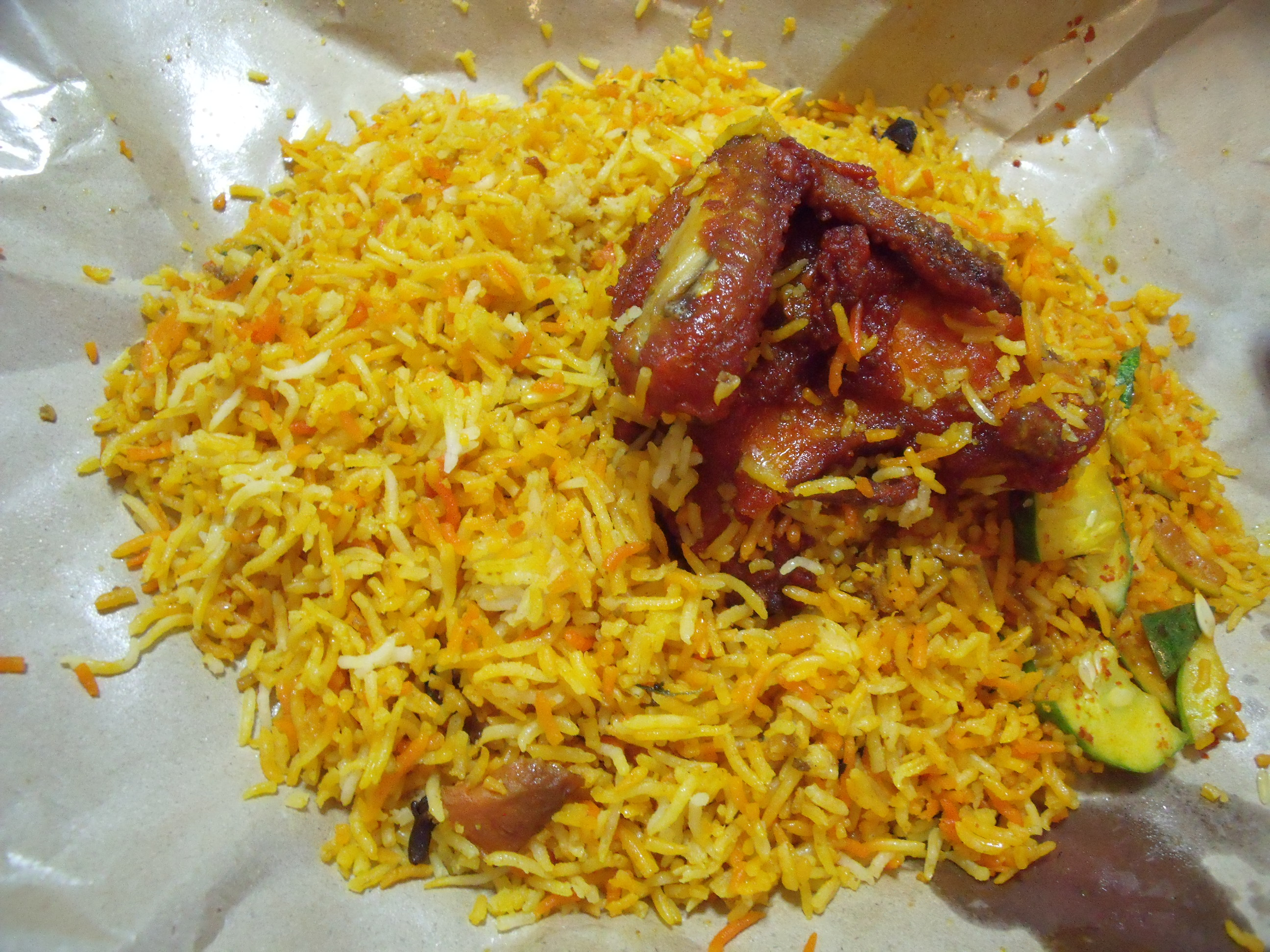
بریانی ناسی سنگاپور
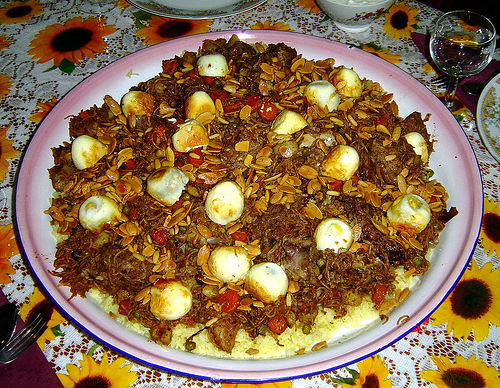
بریانی عراقی
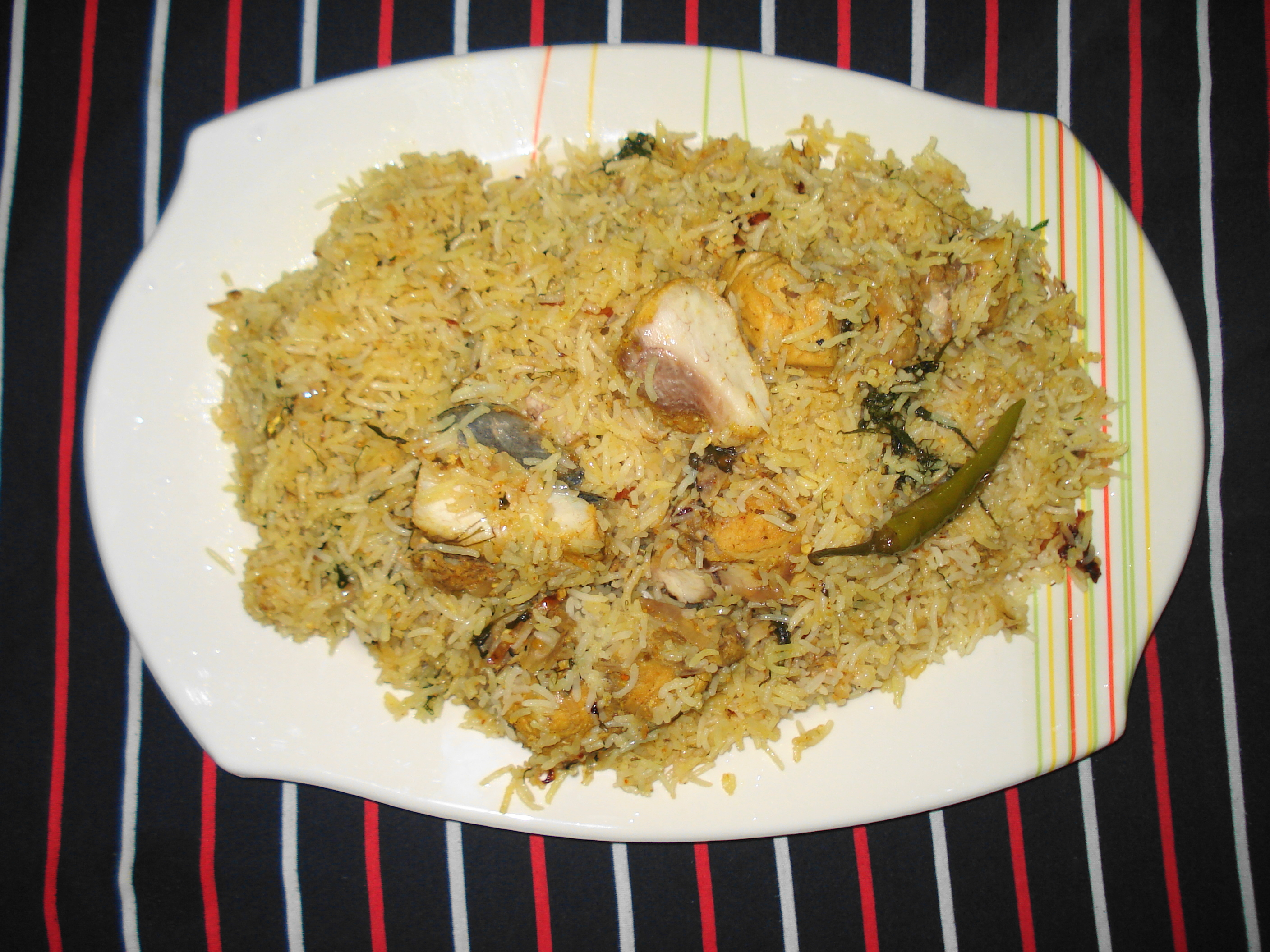
بریانی ماهی پنجابی
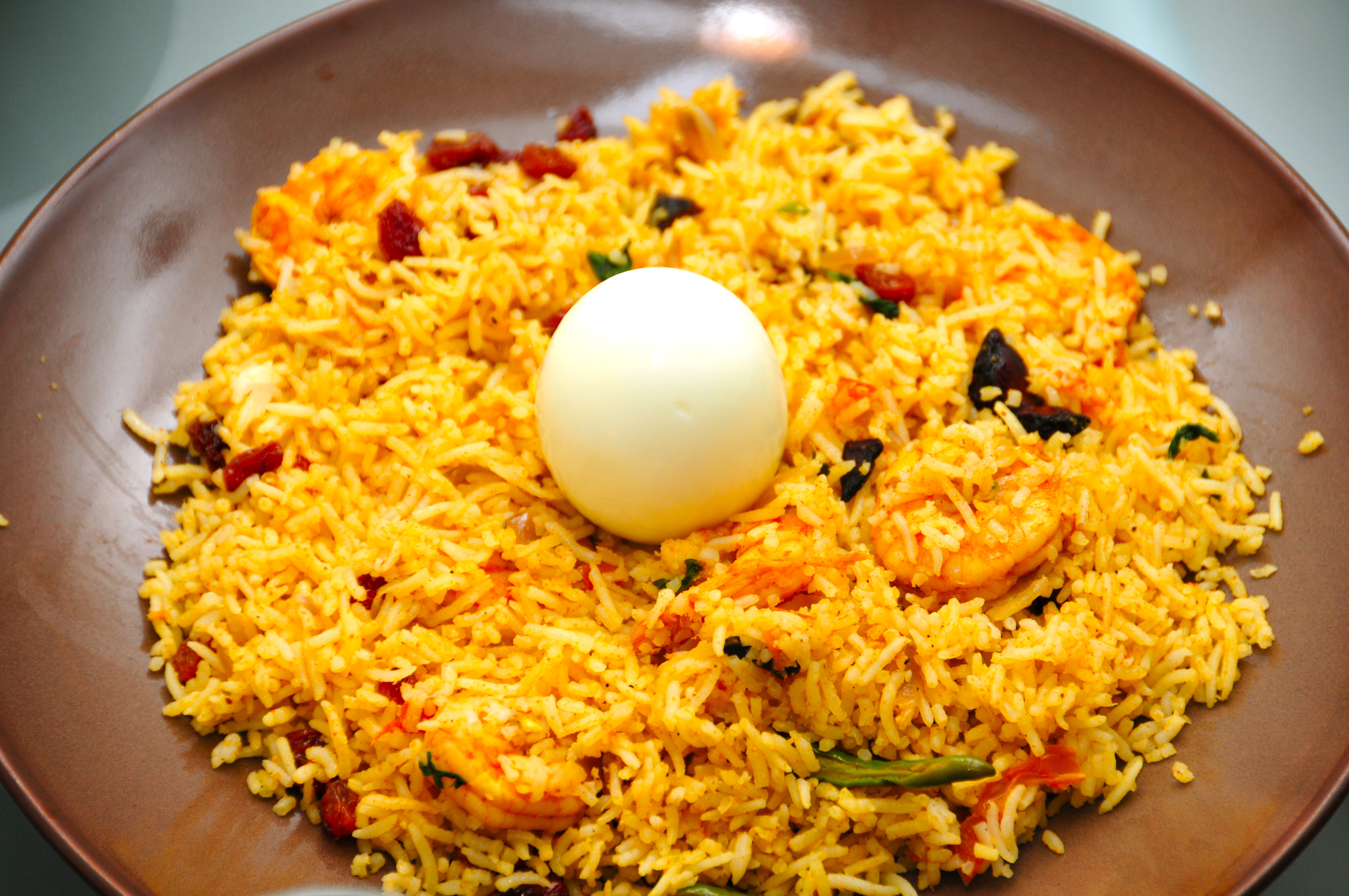
بریانی میگو